# Cuareim
Cuareim és una localitat de l'Uruguai, ubicada al departament d'Artigas. Es troba sobre la vora del riu Cuareim, al nord-est de la ciutat de Bella Unión, urbanització de la qual és un suburbi.

## Població
Segons les dades del cens de 2004, Cuareim tenia una població aproximada de 780 habitants.
| Any  | Població |
| ---- | -------- |
| 1963 | 369      |
| 1975 | 372      |
| 1985 | 455      |
| 1996 | 688      |
| 2004 | 780      |
| 2011 | 710      |